# Marcin Dołęga
Marcin Dołęga (ur. 18 lipca 1982 w Łukowie) – polski sztangista, brązowy medalista olimpijski, trzykrotny mistrz świata i mistrz Europy, były rekordzista świata.

## Kariera

### Występy międzynarodowe
W 2001 i 2002 wywalczył dwa tytuły mistrza świata i Europy juniorów. W maju 2006 we Władysławowie, zdobył złoty medal mistrzostw Europy w kategorii 105 kg, uzyskując w dwuboju 424 kg (199 + 225). W trakcie tych zawodów ustanowił wynikiem 199 kg rekord świata w rwaniu.
W 2004 wykryto u Dołęgi podwyższony poziom testosteronu. Jak sam przyznał, wszelkie odżywki miał otrzymać od trenera, Ryszarda Szewczyka. Został zdyskwalifikowany na dwa lata.
7 października 2006 zdobył w Santo Domingo złoty medal mistrzostw świata w kategorii 105 kg, uzyskując w dwuboju 415 kg (193 + 222).
18 sierpnia 2008 zdobył w Pekinie brązowy medal w kategorii 105 kg, uzyskując w dwuboju 420 kg (195 + 225). Na pomoście brązowy medal przegrał wagą ciała o 0,07 kg i zajął czwarte miejsce. Po 8 latach zdyskwalifikowano za doping brązowego medalistę Dmitrija Łapikowa z Rosji i Dołędze przyznano brąz. Dołęga odebrał medal w 2017 z rąk Ireny Szewińskiej
29 listopada 2009 zdobył w Goyang złoty medal mistrzostw świata w kategorii 105 kg, uzyskując w dwuboju 421 kg (195 + 226). Rok później, w Antalyi, obronił tytuł mistrza świata, uzyskując 415 kg w dwuboju.
Na Igrzyskach Olimpijskich w Londynie (2012) spalił trzy próby w rwaniu z ciężarem 190 kg i nie został sklasyfikowany. W październiku 2014 ponownie został ukarany za doping dwuletnią dyskwalifikacją, trwającą do października 2016.

### Kariera klubowa
Wychowanek Orląt Łuków. Był także zawodnikiem WLKS Siedlce/Iganie Nowe i przez wiele lat Startu Otwock/Ekopak Jatne. Ostatnim klubem, który reprezentował, był Zawisza Bydgoszcz.
W 2010 Bronisław Komorowski odznaczył Marcina Dołęgę Krzyżem Oficerskim Orderu Odrodzenia Polski. Był też odznaczony „Złotym Niedźwiedziem” i „Złotą Sosenką” za zasługi dla miasta Łukowa i Otwocka. W 2012 odznaczony przez prezesa PKOL srebrnym medalem „za zasługi”.
W 2014 zakończył karierę. Obecnie jest trenerem w klubie WLKS Iganie Nowe Siedlce.

## Życie prywatne
W 2003 ożenił się z Martą Wawak, byłą reprezentantką i mistrzynią Polski w podnoszeniu ciężarów. Ma córkę Martynę (ur. 2005) i syna Oliwiera (ur. 2015). Jego dwaj bracia (Robert i Daniel) także są sztangistami.
Jest żołnierzem Wojska Polskiego w stopniu kaprala.

## Wyniki
| Rok  | Zawody               | Miasto        | Miejsce | Kategoria | Wynik    |
| ---- | -------------------- | ------------- | ------- | --------- | -------- |
| 2001 | Mistrzostwa świata   | Antalya       | 9       | do 105 kg | 405 kg   |
| 2002 | Mistrzostwa Europy   | Antalya       | 5       | do 105 kg | 400 kg   |
| 2002 | Mistrzostwa świata   | Warszawa      | 6       | do 105 kg | 412,5 kg |
| 2003 | Mistrzostwa świata   | Vancouver     | 5       | do 105 kg | 410 kg   |
| 2006 | Mistrzostwa Europy   | Władysławowo  | 1       | do 105 kg | 424 kg   |
| 2006 | Mistrzostwa świata   | Santo Domingo | 1       | do 105 kg | 415 kg   |
| 2008 | Igrzyska olimpijskie | Pekin         | 3       | do 105 kg | 420 kg   |
| 2009 | Mistrzostwa świata   | Goyang        | 1       | do 105 kg | 421 kg   |
| 2010 | Mistrzostwa świata   | Antalya       | 1       | do 105 kg | 415 kg   |

## Odznaczenia
- Krzyż Oficerski Orderu Odrodzenia Polski – 2010[8]